# コッチおじさん
『コッチおじさん』（こっちおじさん、英題名: Kotch）は、アカデミー賞俳優のジャック・レモンが初めて監督した1971年公開のアメリカ合衆国のコメディ映画。レモンとは数多く共演した当時50歳のアカデミー賞俳優ウォルター・マッソーが70歳の老人役で主演した他ジャック・レモン夫人のフェリシア・ファーも出演している。

## あらすじ
愛称コッチことジョセフ・P・コッチャー(ウォルター・マッソー)は息子夫婦と1歳の孫ダンカンと暮らしている。孫の世話が生き甲斐のコッチだが口うるさく余計なことばかりするので嫁のウィルマ(フェリシア・ファー)には邪魔者扱いされている。ウィルマはある日ダンカンからコッチを引き離すために、15才の少女エリカ(デボラ・ウインタース)を子守として雇う。
息子夫婦の留守中、彼氏を連れ込んでダンカンの世話そっちのけでいちゃつくエリカにコッチは立腹、息子夫婦に報告する。エリカはクビになり、これでまたダンカンの世話ができると喜んだコッチだがウィルマはコッチを老人ホームに入れようとする。たまらず逃げ出したコッチは自分のせいでクビになったエリカのことが気になり一人で会いに行く。妊娠して男に逃げられ途方に暮れているエリカを不憫に思ったコッチは彼女の世話を焼くことにする。不思議な共同生活がスタート、エリカに頼りにされて張り切るコッチは充実した毎日を送るのだが…。

## キャスト
| 役名             | 俳優                   | 日本語吹替                                          |
| 役名             | 俳優                   | NET版                                               |
| ---------------- | ---------------------- | --------------------------------------------------- |
| コッチ           | ウォルター・マッソー   | 松村達雄                                            |
| エリカ           | デボラ・ウィンタース   | 岡本茉莉                                            |
| ウィルマー       | フェリシア・ファー     | 武藤礼子                                            |
| ジェラルド       | チャールズ・エイドマン | 富山敬                                              |
| ヴェラ           | エレン・ギア           | 藤夏子                                              |
| フィッシャー夫人 | アーレン・スチュアート | 藤夏子                                              |
| ロバーツ         | ジェーン・コンネル     | 市川千恵子                                          |
| ヴィンス         | ダレル・ラーソン       | 石丸博也                                            |
| ピーター         | ラリー・リンヴェル     | 野島昭生                                            |
| 不明 その他      | N/A                    | 京田尚子 浅井淑子 緑川稔 田中康郎 池水通洋 芝田清子 |
| 日本語スタッフ   |                        |                                                     |
| 演出             | 演出                   | 山田悦司                                            |
| 翻訳             | 翻訳                   | 入江敦子                                            |
| 効果             | 効果                   | PAG                                                 |
| 調整             | 調整                   | 山田太平                                            |
| 制作             | 制作                   | 日米通信社                                          |
| 解説             | 解説                   | 淀川長治                                            |
| 初回放送         | 初回放送               | 1976年9月26日 『日曜洋画劇場』 正味94分41秒         |